# 穆罕默德·穆赫贝尔
穆罕默德·穆赫贝尔（波斯語：محمد مخبر，發音：[mohæmmæd moxbeɾ]；1955年6月26日—），是一位伊朗政治人物，曾任伊朗副总统並代理總統職務。2024年5月19日，因時任總統易卜拉欣·莱希遇難，開始代理总统職務。

## 生平[2][3]
穆罕默德·莫赫巴爾·德茲富裡出生於伊朗西南部胡齊斯坦省的德茲富爾市。
兩伊戰爭期間，他是伊斯蘭革命衛隊醫療隊的軍官。
80年代，他在伊斯蘭革命穆斯塔法凡基金會工作，在伊斯蘭共和國領導人辦公室下的機構圈子長大。
在 1990 年代，莫赫貝爾擔任家鄉 Dezful 電信公司的首席執行官，之後又擔任家鄉與伊拉克邊境的胡齊斯坦省的副省長。它是伊朗最富裕的省份之一，也是伊朗主要石油產區。
2006年，他被任命為「法曼伊瑪目執行人」的負責人，在就任儀式上，他提到「伊斯蘭、革命、遵守紀律」三項原則，作為其綱領的要點。當他擔任此職位時，他於2021年1月被列入美國制裁名單。
2010年歐盟制裁期間，穆罕默德·莫赫巴爾也因與伊朗飛彈和核子計畫有關而受到制裁，但兩年後，他的名字被從歐盟制裁名單中刪除。
2018年7月，莫赫巴爾接待了伊拉克伊斯蘭共和國支持的最重要民兵組織Hashd al-Shaabi的多位指揮官，官方通訊社刊登了這次會議的報道和照片。
2021年8月，莫赫巴爾曾在第十三屆政府任職，是伊朗第七任第一副總統。
2022年10月，他與伊朗高級官員和最高國家安全委員會成員一起訪問了莫斯科：據西方媒體報道，德黑蘭和克里姆林宮當時簽署了向俄羅斯提供沙赫德無人機的協議。